# نيل كارتر
نيل كارتر (بالإنجليزية: Nell Carter )‏ (و. 1948 – 2003 م) هي مغنية، وممثلة مسرحية، وممثلة أفلام، وممثلة تلفزيونية، وممثلة صوت أمريكية، ولدت في برمنغهام، ألاباما، بدأت مشوارها المهني سنة 1970، توفيت في بيفرلي هيلز كاليفورنيا، عن عمر يناهز 55 عاماً، بسبب السكري.

## التعليم
تعلمت في A. H. Parker High School ‏.

## جوائز
حصلت على جوائز منها:
- جائزة المسرح العالمي (1978)[4]
- جائزة الإيمي برايم تايم.

## وصلات خارجية
- نيل كارتر على موقع IMDb (الإنجليزية)
- نيل كارتر على موقع ألو سيني (الفرنسية)
- نيل كارتر على موقع ميوزك برينز (الإنجليزية)
- نيل كارتر على موقع أول موفي (الإنجليزية)
- نيل كارتر على موقع قاعدة بيانات برودواي على الإنترنت (الإنجليزية)
- نيل كارتر على موقع قاعدة بيانات برودواي على الإنترنت (الإنجليزية)
- نيل كارتر على موقع قاعدة بيانات الأفلام السويدية (السويدية)
- نيل كارتر على موقع إن إن دي بي (الإنجليزية)
- نيل كارتر على موقع أول ميوزيك (الإنجليزية)
- نيل كارتر على موقع قاعدة بيانات الفيلم (الإنجليزية)